# Euxoa grisea
Euxoa grisea är en fjärilsart som beskrevs av Tutt 1892. Euxoa grisea ingår i släktet Euxoa och familjen nattflyn. Inga underarter finns listade i Catalogue of Life.